# Lughnasa Tholus
Il Lughnasa Tholus è una struttura geologica della superficie di Cerere.